# 米爾納多利納
48°48′36″N 38°28′36″E / 48.81000°N 38.47667°E
米爾納多利納（烏克蘭語：Мирна Долина）是位於烏克蘭東部的市級鎮，由盧甘斯克州北頓涅茨克區的利西昌斯克市鎮負責管轄。該鎮始建於1773年，面積1.26平方公里，海拔高度147米，2011年人口355，人口密度每平方公里281.75人。
2022年6月21日，米爾納多利納被俄軍佔領。